# Pod Wólką
Pod Wólką – część wsi Kretki Duże w Polsce, położona w województwie kujawsko-pomorskim, w powiecie brodnickim, w gminie Osiek.
W latach 1975–1998 miejscowość administracyjnie należała do województwa toruńskiego.